# Barbara Amiel
Barbara Joan Estelle Amiel, Lady Black of Crossharbour, angleško-judovsko-kanadska novinarka in pisateljica, * 4. december 1940, Watford, Hertfordshire, Anglija.
Univerzitetno izobrazbo je pridobila na Univerzi v Torontu. Pozneje je delovala kot novinarka ali pa kolumnistka za več časopisov (med njimi so tudi The Times, The Sunday Times in The Daily Telegraph).